# بارکهام
بارکهام (به انگلیسی: Barkham) یک روستا و محله مدنی در بریتانیا است که در ووکینگهام واقع شده‌است. بارکهام ۳٬۵۱۱ نفر جمعیت دارد.